# Royals de Montréal (football canadien)
Pour d'autres équipes appelées Royaux, Royal ou Royals de Montréal, voir Royaux de Montréal.
Les Royals de Montréal (en anglais, Montreal Royals) sont une ancienne équipe de football canadien basée à Montréal au Québec (Canada). Ils ont été membres de l'Interprovincial Rugby Football Union (IRFU) lors de la saison 1939. Le club, propriété du Montreal Football Club qui détient une franchise dans l'IRFU, succède aux Cubs de Montréal et est remplacé par les Bulldogs de Montréal.

## Histoire
L'équipe qui représentait Montréal en 1938 dans l'IRFU, les Cubs, était composée de jeunes joueurs inexpérimentés et n'avait connu que des défaites. À la suite de cette décevante saison, le club montréalais doit encore être réorganisé, et il est annoncé en mai 1939 qu'il prendra le nom des Royals. Ce nom, déjà porté par la principale équipe de baseball de la ville, est probablement aussi inspiré par la visite du roi George VI au Canada (en) qui était en cours au moment de la création de l'équipe. Ted Reeve (en), un ancien joueur vedette du Balmy Beach de Toronto qui a aussi excellé à la crosse, est choisi comme entraîneur. Len Peto (en) reste président du club.
Malgré les efforts de Reeve, la saison 1939 est presque aussi difficile que la précédente, avec un seul match nul contre cinq revers. Le nul survient au dernier match de la saison contre les Argonauts, alors que Reeve a déjà annoncé qu'il ne serait pas de retour l'année suivante.
Devant le manque de succès des clubs de Montréal depuis deux ans, les dirigeants des Royals, Len Peto et Art Cayford, et ceux qui avaient quitté le MFC en
1938 pour former un club rival, Fred Porter, John M. Pritchard et J.C. Riddell, engagent des discussions en janvier, puis le 11 mai annoncent formellement une fusion du Westmount Football Club avec le Montreal Football Club pour former une équipe combinée pour la prochaine saison de l'IRFU. Lors de sa première saison en 1940, la nouvelle équipe n'avait pas de surnom officiel et opérait sous le nom de Montreal Football Club.

## Joueurs notables
- Bill Davies (en): équipe d'étoiles de l'IRFU (1939)[8], Trophée Jeff-Russel (1939)

## Résultats
|                    | Division | M.J. | Vic. | Déf. | Nuls | P.P. | P.C. | Pts | Pos. | Éliminatoires |
| Royals de Montréal |          |      |      |      |      |      |      |     |      |               |
| 1939               | IRFU     | 6    | 0    | 5    | 1    | 23   | 84   | 1   | 4/4  | Non qualifiés |